# Anne Enger
 (novembre 2016).
Si vous disposez d'ouvrages ou d'articles de référence ou si vous connaissez des sites web de qualité traitant du thème abordé ici, merci de compléter l'article en donnant les références utiles à sa vérifiabilité et en les liant à la section « Notes et références ».
Pour les articles homonymes, voir Enger (homonymie).
Anne Enger est une femme politique norvégienne, née le 9 décembre 1949. Elle est la dirigeante du parti du centre, députée et ministre de la Culture. Elle s'est notamment distinguée par la campagne qu'elle a mené contre l'adhésion de la Norvège à l'Union européenne durant le référendum de 1994.